# Clau hidrant
Una clau hidrant és una eina manual que s'utilitza per obrir i tancar la clau de pas dels hidrants d'incendi. També serveix per treure o posar els taps de seguretat de les sortides d'aigua dels hidrants.

## Tipus
La forma de la clau hidrant varia en funció del tipus d'hidrant (de columna o de pericó), i també del model d'hidrant que es tracti, que varia segons el país o la zona. Algunes claus hidrant estan dissenyades per a diferents tipus d'obertura, i altres tenen capçals intercanviables per a adaptar-les a la vàlvula d'obertura.
A Catalunya els bombers utilitzen bàsicament 2 claus hidrant:
- Per a l'hidrant de columna, la clau hidrant és de tipus palanca amb 2 capçals, amb quadradet de 30x30 mm, un mascle i l'altre femella.[4]
- Per a l'hidrant de pericó o enterrat, la clau hidrant és de braç llarg, amb capçal de quadradet femella de 25x25 mm, o de 30x30 mm.[3]

A França la clau hidrant és de quadradet femella de 30x30 mm. La clau acostuma a ser multiús (clé tricoise pompier, en francès).

Als Estats Units la clau hidrant (hydrant wrench, en anglès) és pentagonal femella.

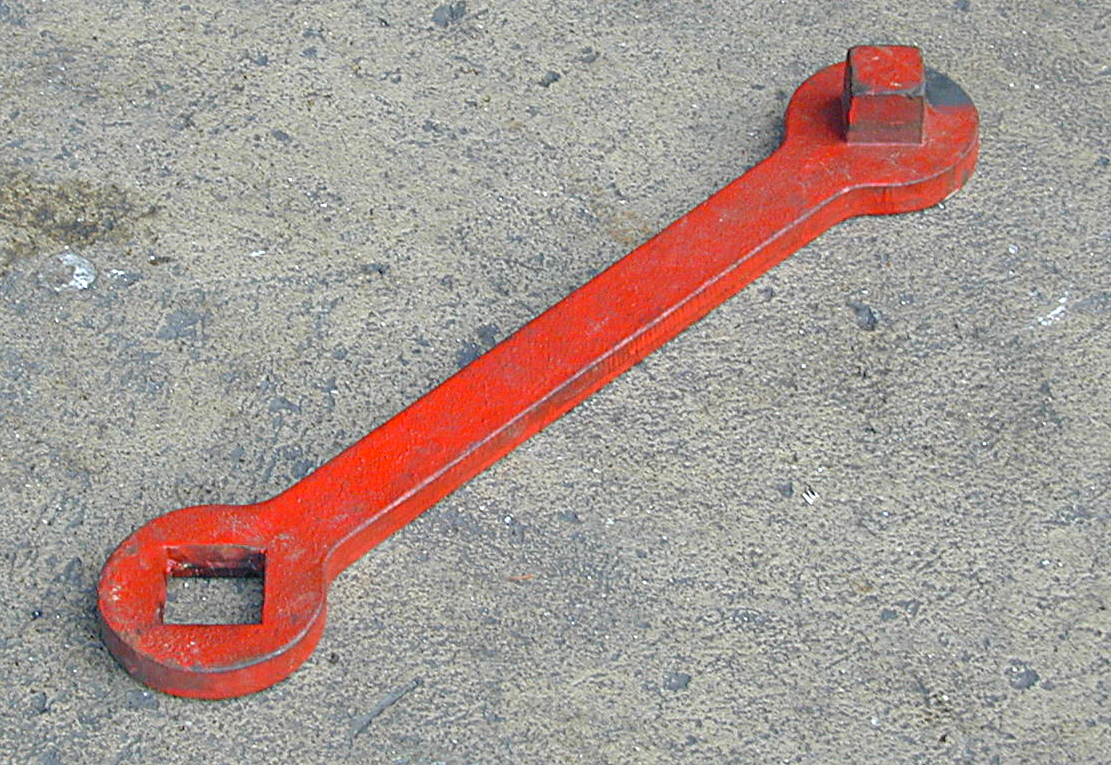
Clau hidrant de columna a Catalunya
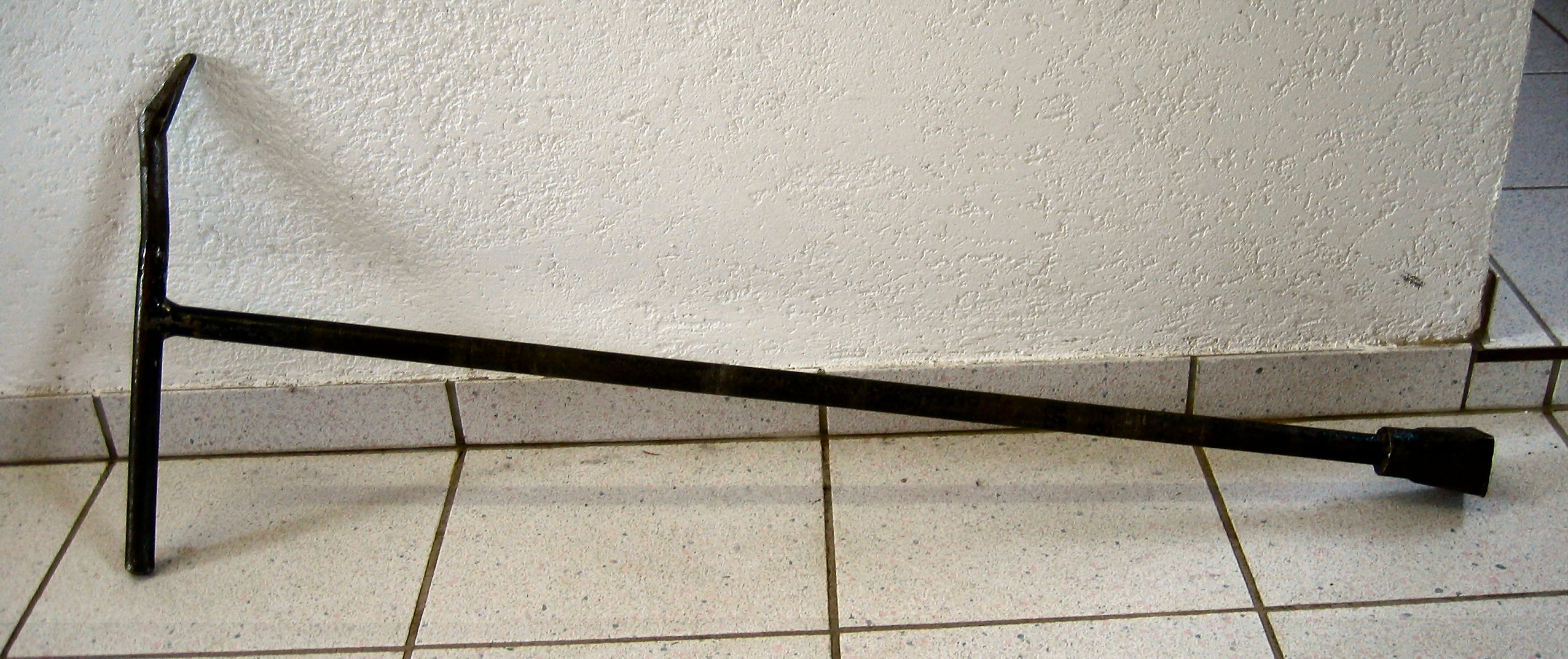
Clau hidrant enterrat a Alemanya
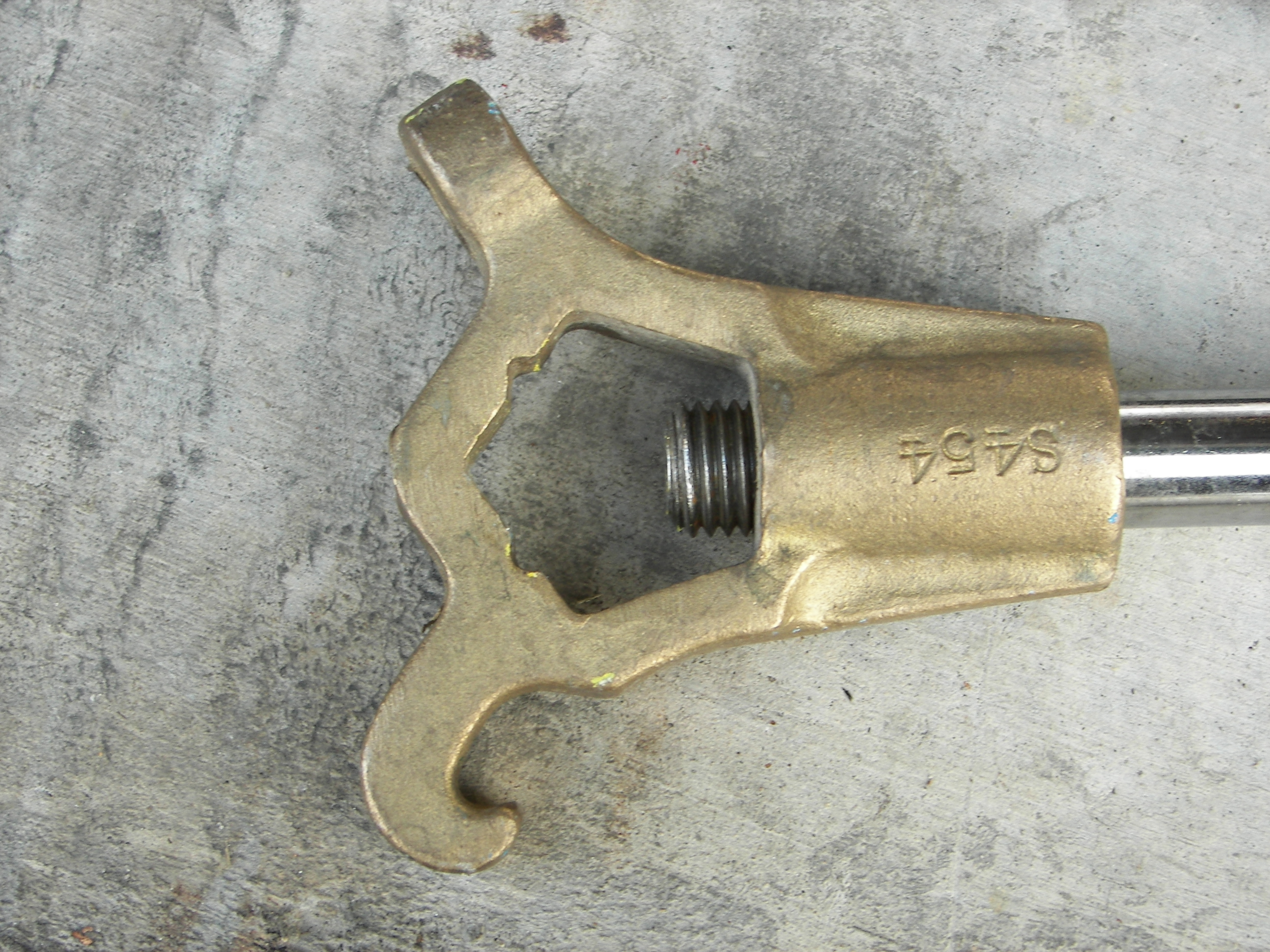
Clau hidrant a Amèrica del Nord
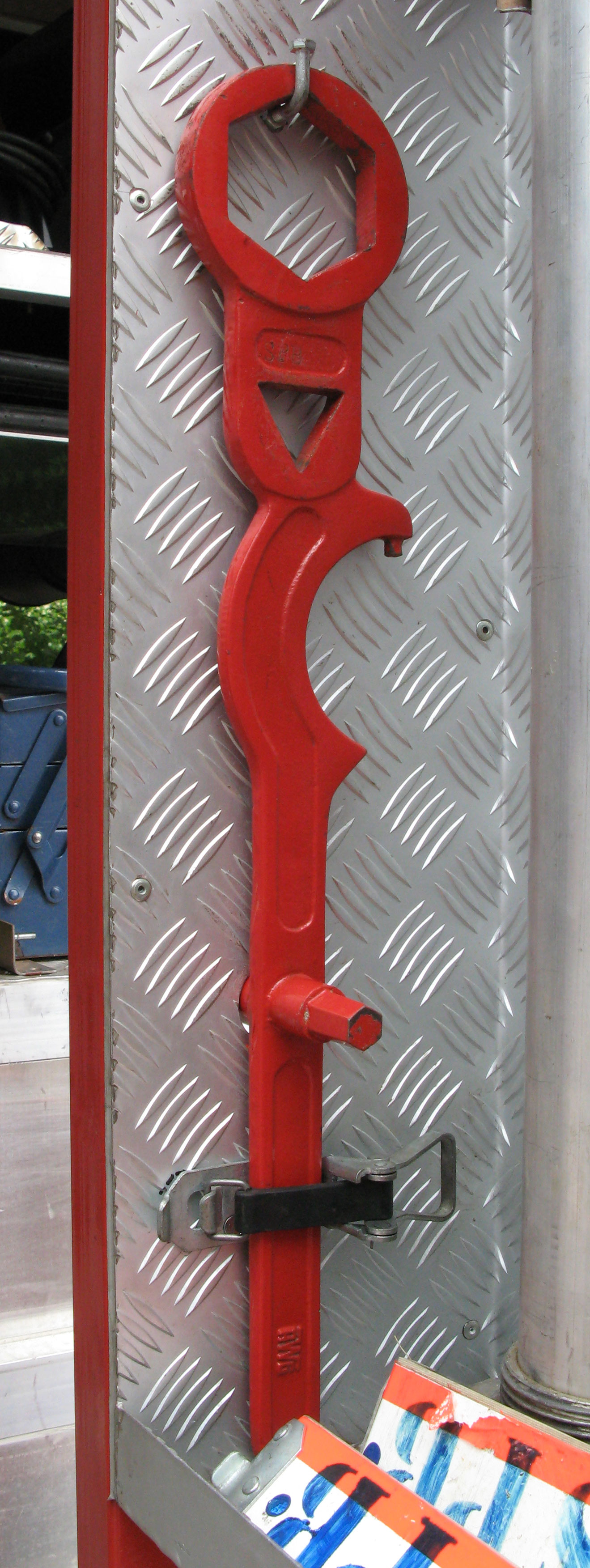
Clau hidrant multiús a Luxemburg